# Мартенс, Фредерик Герман
Фредерик Герман Мартенс (англ. Frederick Herman Martens; 1874—1932) — американский музыкальный журналист и переводчик.
Наиболее известен книгой «Скрипичное мастерство» (англ. Violin Mastery; 1919) — сборником интервью со знаменитыми скрипачами, в которых затрагиваются самые разные вопросы, от сугубо специальных (сравнение исполнительской техники Енё Хубаи и Леопольда Ауэра) до самых общих (соотношение мастерства и вдохновения). Книга была построена по образцу аналогичного сборника интервью с пианистами, подготовленного в 1915 году Гарриет Брауэр. Мартенс включил в сборник двадцать три интервью:
1. Эжен Изаи
2. Леопольд Ауэр
3. Эдди Браун
4. Миша Эльман
5. Самуил Гарднер
6. Артур Хартман
7. Яша Хейфец
8. Давид Хохштейн
9. Фриц Крейслер
10. Франц Кнайзель
11. Адольфо Бетти
12. Ганс Летц
13. Давид Маннес
14. Тивадар Начез
15. Максимилиан Пильцер
16. Мод Пауэлл
17. Леон Саметини
18. Александр Заславский (1876—1924)
19. Тоша Зайдель
20. Эдмунд Северн
21. Алберт Сполдинг
22. Теодор Шпиринг
23. Жак Тибо

— последовательность соответствует латинскому алфавиту за двумя исключениями: интервью с Эженом Изаи вынесено в начало (а его портрет с надписью, выражающей благодарность составителю и одобрение книги, помещён перед титульным листом), а интервью с Бетти поставлено рядом с текстом Кнайзеля, поскольку оба музыканта обсуждают тему квартетного музицирования.
Другой известный труд Мартенса — справочник «Тысяча и одна ночь в опере» (англ. A thousand and one nights of opera; 1922, переиздание 1978), включающий характеристики и краткий пересказ сюжета более чем 1500 опер.
Сверх того, Мартенс в первой половине 1920-х гг. выпустил брошюры о творчестве Александра Бородина, Антона Рубинштейна, Жюля Массне, Иоганнеса Брамса, Кристиана Синдинга, Сергея Рахманинова, Арнольда Шёнберга, скрипача Артура Эмиля Ухе. В 1924 г. опубликовал английский перевод «Искусства игры на скрипке» Карла Флеша, вышедшего по-немецки годом раньше. Выступал и с переводами художественных произведений: роман Луиса Куперуса «Ксеркс, или Высокомерие» (1930, оригинал 1919), книга китайских волшебных сказок, составленная и обработанная Рихардом Вильгельмом (1921, переиздание 2008), и т. д. Переводил также оперные либретто, тексты хоровых и вокальных сочинений.